# Falcon (Missisipi)
Falcon – miasto w Stanach Zjednoczonych, w stanie Missisipi, w hrabstwie Quitman.